# Andrarum

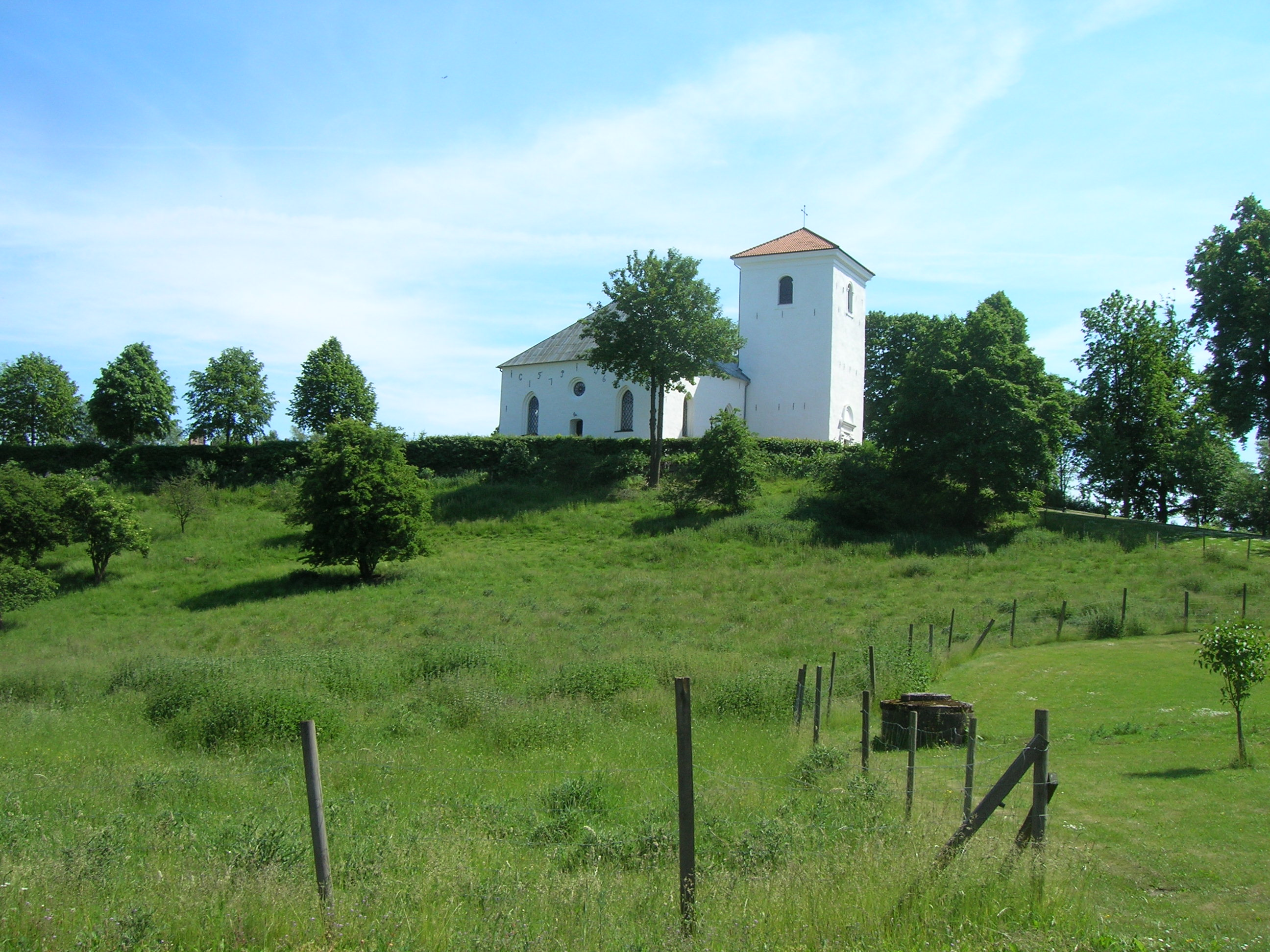
Kyrkan

Andrarum är kyrkbyn i Andrarums socken i norra delen av  Tomelilla kommun i Skåne. 
I byn finns Andrarums kyrka. Jochum Beck med familj har enligt traditionen fått sin sista viloplats i kyrkans krypta. 
Vid Andrarum fanns ett medeltida kalkbruk och vid huvudgården grundades på 1630-talet Andrarums alunbruk för tillverkning av alun. 1725 inköptes Andrarums gård och alunbruket av Christina Piper. Sedermera lät hon riva gården och ett stycke därifrån kring 1740 uppföra Christinehofs slott. Vid mitten av 1700-talet var Andrarums alunbruk Nordens största alunverk och vid denna tid Skånes största industriella verksamhet, kring vilken ett eget brukssamhälle växte fram. I samhället fanns skola och sjukstuga, och inom området begagnades även ett eget penningväsende. Under 1800-talet minskade produktionen av alun vid Andrarum. Bruket är nedlagt sedan 1912, då de tre sista arbetarna friställdes (Löfström 1978, s. 140).
Andrarum räknas av mäklare och turism-branschen till Österlen, men landskapet högt uppe på Linderödsåsen med magra jordar, fälader och skog skiljer sig från vad man vanligen förbinder med begreppet Österlen.